# Liselott (Operette)
Liselott ist eine Operette in sechs Bildern von Eduard Künneke. Das Libretto schrieb Richard Keßler. Vorlage  dafür war das gleichnamige Lustspiel von Heinrich Stobitzer aus dem Jahr 1901.

## Handlung

### Erstes Bild
Liselott, die Tochter des Kurfürsten Karl Ludwig der Pfalz, wird, nach einem Ausritt mit dem Grafen von Harding, von ihrem Vater gedrängt, eine Ehe mit dem Bruder des französischen Königs Ludwig XIV., Philipp, Herzog von Orleans einzugehen. Der Kurfürst erhofft sich durch die Ehe eine politische Stabilisierung seiner Regentschaft.

### Zweites Bild
Die Vermählung findet in Heidelberg statt, allerdings lässt sich Philippe durch seinen Hofmarschall, den Chevalier de la Garde, vertreten. Während der anschließenden Kutschfahrt nach Saint Germain stellt Lieselott fest, dass der Hofmarschall und ihre neue Hofdame Blanche eine Liaison haben. In ihrer neuen Heimat bemerkt Liselott, dass der Herzog noch bei seiner Mätresse, der Gräfin de Grançal, ist. Diese ist auch die Oberhofmeisterin des herzoglichen Haushalts und bezeichnet die Deutsche als Sauerkrautprinzessin. Als Liselott dem König vorgestellt wird, ist dieser von ihrer offenen Art sehr angetan.

### Drittes Bild
Seit einem halben Jahr lebt Liselott nun schon am Hof. Allerdings ist die Beziehung der Eheleute distanziert. Philipp hat immer noch ein Verhältnis mit der Gräfin de Grançal und liebäugelt auch mit Blanche. Liselott berichtet ihrer Tante Sophie in ausführlichen Briefen über die Geschehnisse am Königshof.

### Viertes Bild
Da immer wieder silberne Löffel und Lebensmittel verschwinden, kommt es zu einem Streit zwischen Liselott, dem Koch und der Gräfin de Grançal. In dessen Verlauf macht die Prinzessin die Oberhofmeisterin für die Missstände verantwortlich. Die Gräfin beklagt sich bei ihrem Geliebten über die Behandlung, Philipp steht zu seiner Frau und entlässt die Gräfin de Grançal. Trotzdem fühlt sich Liselott am Hof zunehmend unwohl und nach einem Besuch von Graf Harling beschließt Liselott, Harling nach Heidelberg zu begleiten. Philipp versucht das zu verhindern, indem er über den Polizeipräfekten verschärfte Personenkontrollen und das nächtliche Schließen der Stadttore anordnet. Da Blanches Vater einer der Brückenwärter ist, gelingt es der Gruppe aus der Stadt zu entkommen.

### Fünftes Bild
Zwischenzeitlich hat der König Liselotts Onkel, den Grafen von Zimmern, wegen revolutionärer Umtriebe in die Bastille gebracht. Philipp protestiert bei seinem Bruder gegen die Festnahme und erreicht die Freilassung des Deutschen. Harling und Liselott warten in einer Hafenschänke auf ihre Weiterreise. Philipp ist den beiden gefolgt und will seine Frau zur Rückkehr bewegen. Als er ihr von der Freilassung ihres Onkels berichtet, ist diese sehr gerührt. Als eine Gruppe von Aufrührern die Wirtschaft betritt, muss die adlige Gruppe zusammenstehen. Liselott erweist sich als wortgewandt gegenüber dem Anführer, der sich Apache nennt. So behauptet sie – auf ihre edle Kleidung angesprochen – diese bei einem Überfall erbeutet zu haben. Die drei können die Schänke unbehelligt verlassen und Liselott ist bereit, mit ihrem Mann zurück an den königlichen Hof zu gehen.

### Sechstes Bild
Inzwischen hat die Gräfin de Grançal beim König intrigiert. Dieser ist über die Eigenmächtigkeit seiner Schwägerin empört. Zudem wurden Liselotts Briefe an ihre Tante in Braunschweig abgefangen, in denen sie über die Begebenheiten in Versailles berichtet. Liselott muss sich beim König rechtfertigen, sie erscheint zum Gartenfest in höfischer Garderobe und zeigt somit, dass sie bereit ist sich anzupassen, zudem unterstützt ihr Mann sie bei der Audienz.

## Tonaufnahmen
- Münchner Rundfunkorchester unter Leitung von Werner Schmidt-Boelcke: Eduard Künneke: Liselott, 2010, Cantus-Line (DA Music), CD.
- Kölner Rundfunkorchester, Dir. Franz Marszalek 1957, frühe Mehrspuraufnahme.